# Pert Kelton
Pert Kelton (Great Falls (Montana), 14 de octubre de 1907 - Ridgewood, 30 de octubre de 1968) fue una actriz de vodevil, radio, cine y televisión de nacionalidad estadounidense. Fue la primera actriz que interpretó a Alice Kramden en The Honeymooners, junto a Jackie Gleason, y trabajó como actriz teatral en una docena de producciones del circuito de Broadway entre 1925 y 1968.

## Cine
Nacida en Great Falls (Montana), Kelton fue una joven comediante en películas de serie A durante la década de 1930, a menudo interpretando a la graciosa e igualmente atractiva mejor amiga del personaje principal femenino. Tuvo una memorable actuación en 1933 como la cantante "Trixie" en The Bowery, junto a Wallace Beery, George Raft, Jackie Cooper y Fay Wray. Dirigido por Raoul Walsh, el film trataba sobre Steve Brodie, el primer hombre que supuestamente saltó desde el Puente de Brooklyn y vivió para contarlo.
Kelton interpretó a la prostituta Minnie en la película de Gregory LaCava Bed of Roses (1933), rodada antes del código Hays junto a Constance Bennett y Joel McCrea.
Irónicamente, dada su posterior inclusión en la lista negra de Hollywood, la última película de Kelton en varios años fue Whispering Enemies (1939). Su siguiente actuación tuvo lugar en televisión en The Honeymooners y en otros sketches en el show de Gleason. La abrupta salida del cine a causa de la lista negra se explicó como resultado de que la actriz presentaba problemas cardiacos.

## Radio
En la década de 1940 Kelton fue una voz familiar en programas radiofónicos como Easy Aces, It's Always Albert, The Stu Erwin Show y la serie de 1941 We Are Always Young. En 1949 dio voz a cinco personajes diferentes en el programa de radio Texaco Star Theater. También formó parte de manera regular del programa The Henry Morgan Show, y en los primeros años cincuenta interpretó a la sirvienta en el programa de Monty Woolley The Magnificent Montague.

## Televisión
Kelton interpretó a Alice Kramden en los sketches The Honeymooners dentro de la producción de DuMont Television Network Cavalcade of Stars. Esos números formaron la base para la sitcom de la CBS de 1955 The Honeymooners. Jackie Gleason interpretaba al marido de ella, Ralph Kramden, y Art Carney era el vecino, Ed Norton. Elaine Stritch era Trixie, la esposa bailarina de Norton, antes de ser reemplazada por Joyce Randolph.
Kelton actuó en los sketches originales, generalmente con una duración de 10 a 20 minutos, menor que la posterior serie con capítulos de media hora y que las versiones musicales de una hora de la década de 1960. Esta primitiva versión de The Honeymooners era más oscura y dura que la de la CBS, posterior a la inclusión de Kelton en la lista negra de Hollywood durante el Macarthismo, y en la cual fue reemplazada por Audrey Meadows.
En la década de 1960 fue invitada a trabajar en el show de Gleason en la CBS interpretando a la madre de Alice en un episodio de la versión musical de una hora de duración de The Honeymooners (también conocida como The Color Honeymooners), con Sheila MacRae como una joven Alice.
En 1963 Kelton actuó en la serie The Twilight Zone interpretando a la autoritaria madre de Robert Duvall en el capítulo 'Miniature'.
En sus últimos años Kelton intervino en anuncios comerciales de la marca Spic and Span, estando su imagen pública fuertemente ligada a la misma.

## Broadway
Kelton debutó como actriz teatral en el circuito de Broadway a los 17 años de edad actuando en la obra de Jerome Kern Sunny, en la cual interpretaba a "Magnolia" y cantaba una canción del mismo nombre.
Años más tarde fue nominada en dos ocasiones a los Premios Tony: Como mejor actriz de reparto en la obra de Frank Henry Loesser Greenwillow (1960), y en Spofford (1967–68). Sin embargo, su actuación más destacada en Broadway fue como la impaciente Mrs. Paroo (la madre de Marian Paroo) en la pieza de Meredith Willson The Music Man (1957), interpretación que repitió en su adaptación cinematográfica en 1962 Vivir de ilusión, el papel por el cual es quizás más recordada.

## Vida personal
Pert Kelton fue copropietaria del Hotel Warner Kelton, construido a finales de la década de 1920, en el 6326 de Lexington Avenue, en Los Ángeles. El hotel servía a actores y músicos como Cary Grant, Orry-Kelly, y Richard Rogers y Lorenz Hart. En su parte posterior tenía un pequeño teatro al aire libre, junto a un pozo de los deseos que podía haber inspirado la canción "There's a Small Hotel" del musical "On Your Toes (1936)". 
Pert Kelton falleció el 30 de octubre de 1968, a causa de una enfermedad cardiaca en Ridgewood (Nueva Jersey). Tenía 61 años de edad. Sus restos fueron incinerados y las cenizas entregadas a sus allegados.